# Бетинче
Бетинче́ (также Беченча, Бэтинчэ) — река в Якутии, левый приток Нюи. Длина реки — 173 км. Площадь водосборного бассейна — 3260 км².
Река берет начало на Приленском плато на востоке Среднесибирского плоскогорья в Ленском районе Якутии, на границе с Сунтарском улусом, на высоте более 304 м над уровнем моря. Преимущественно течёт в южном направлении. В среднем течении русло расширяется до 25 м. Берега поросли тайгой из сосны, берёзы и лиственницы. Впадает в Нюю по левому берегу на отметке выше 168 м над уровнем моря, напротив села Беченча, в 129 км от устья Нюи. Ширина перед устьем — 42 м при глубине 0,5 м; скорость течения в низовьях составляет 0,3 м/с. Населённые пункты на реке отсутствуют. 

## Основные притоки
Указаны поименованные притоки длиной 20 км и более
| Название    | Расстояние от устья | Длина | Положение |
| ----------- | ------------------- | ----- | --------- |
| Улугур      | 24                  | 61    | левый     |
| Кенгкюлях   | 62                  | 28    | левый     |
| Тойон-Уята  | 91                  | 35    | левый     |
| Бердигестях | 127                 | 21    | левый     |
| Тея         | 132                 | 24    | правый    |
| Борулах     | 143                 | 23    | правый    |
| Бочугунуор  | 145                 | 24    | левый     |

## Данные водного реестра
По данным государственного водного реестра России и геоинформационной системы водохозяйственного районирования территории РФ, подготовленной Федеральным агентством водных ресурсов:
- Бассейновый округ — Ленский
- Речной бассейн — Лена
- Речной подбассейн — Лена между впадением Витима и Олёкмы
- Водохозяйственный участок — Нюя
- Код водного объекта — 18030300112117200004415